# 帝怡
帝怡（英語：Di Yee，代號R38）是香港沙田區議會下轄的選區，涵蓋私人住宅、資助房屋及公共屋邨地帶，2019年設立，2023年取消，末任區議員為民建聯成員林港坤，也是沙田區唯一由建制派的民選區議員。

## 範圍
帝怡選區棋跨石門及小瀝源，包括帝堡城、綠怡雅苑（選區制定時興建中，於2020年5月15日落成入伙）及碩門邨第二期的豐碩樓、新碩樓、瑞碩樓及喜碩樓，當中碩門邨位於山下，其餘兩個屋苑位於斜坡上，兩者並不相連，有傑利蠑螈之虞，得名自帝堡城及綠怡雅苑各取一字。與其相鄰的選區有碧湖、廣康、廣源、愉欣與及第一城。基於帝堡城、綠怡雅苑附近未有合適地方設立投票站，投票站設於接近碩門邨的香港浸會大學附屬學校王錦輝中小學（小學部）。

## 沿革
2018年選舉管理委員會因應碧湖及廣康選區2019年預計人口均會超出法例許可的上限，故增加新選區吸納超出的人口。由廣康選區的帝堡城、綠怡雅苑以及碧湖選區碩門邨第二期，合組為新選區「帝怡」，使各選區人口調整到法例許可幅度之內。由於兩地有一段距離，加上原有兩位區議員皆屬民建聯，有關劃界被指不利其他政團。諮詢時接獲反對，但基於未能有其他可行方案，諮詢結果維持原有計劃，劃出此選區。
2019年區議會選舉，議席分別由民建聯成員林港坤、任職王屋選區議員黎梓恩助理的沙田區政成員謝潔泳以及民主黨成員劉青競逐。其中謝潔冰早於2018年11月，房屋署預先編配碩門邨第二期單位時展開社區服務；而劉青則於翌年春季入伙後才開始服務，且表現有欠積極，謝所屬的沙田區政亦曾就同時有兩位民主派代表有意參選一事，尋求民主動力以及劉青所屬的民主黨進行協商，但不得要領；故此沙田區政聯同部份民主派沙田區議員曾先後多次發表聲明，促請民主動力及泛民主派政團能積極介入協商，要求泛民主派基於反對逃犯條例修訂草案運動的政治局勢下，支持謝潔冰成為民主派出選此選區的唯一代表。 而民主黨則駁斥沙田區政未有按民主動力協調機制派員參選、謝潔冰的師父黎梓恩支持黃嘉浩參選北區祥華選區與其成員陳旭明對撼，以及沙田區政是次選舉中在新界東的參選規模遠超越其黨，堅持應由劉青代表民主派出選該區。
提名期間劉青率先報名參選，沙田區政亦邀請民主黨，希望能仿效較早前鞍泰、愉城及馬鞍山市中心三個選區的安排進行初選，由當區民主派選民決定誰能代表民主派出選此選區，惟民主黨方面卻未有理會。最終民建聯林港坤以約四成四得票率，不足三百票之差擊敗謝潔冰當選；惟謝劉兩者合計還要比林港坤多出接近六百票。由於其他沙田的建制派候選人均告落選，林港坤更因此成為該屆沙田區議會唯一建制陣營的民選議員。
選後民主派支持者猛烈抨擊劉青以及推薦出選的民主黨立法會議員林卓廷，兩者執意出選本區乃「鎅票」行為，分薄民主派票源，建制派「漁人得利」，導致民主派未能全面控制沙田區議會所有民選議席。部份該區街坊亦發起網上聯署行動，要求民主黨及民主動力就此事作出交代並向選民道歉，以及就民主派區選聯盟的機制缺陷作出改革，杜絕偏袒大型政黨可獲優先派員參選權的情況。其後林卓廷亦於聯署行動發起後不久拍攝短片，就此事向各方表達至誠歉意；至於民主動力召集人趙家賢則表示自己曾打算拒絕為民主動力簽署支持同意書予劉，最終因該組織的執委召開特別會議，動議要求趙必須簽署有關支持同意書並獲得通過，才就此作罷。

## 歷屆議員
| 屆別           | 議員   | 政治聯繫 |
| -------------- | ------ | -------- |
| 2020年－2023年 | 林港坤 | 民建聯   |

## 歷屆選舉結果
| 政党   | 政党     | 候选人    | 票数  | %     | ±      |
| ------ | -------- | --------- | ----- | ----- | ------ |
|        | 沙田區政 | ①. 謝潔泳 | 1,666 | 37.70 | 新選區 |
|        | 民建聯   | ②. 林港坤 | 1,923 | 43.52 | 新選區 |
|        | 民主黨   | ③. 劉青   | 830   | 18.78 | 新選區 |
| 多数票 | 多数票   | 多数票    | 257   | 5.82  | 新選區 |